# دانشگاه اسلاوی تاجیکستان و روسیه
دانشگاه اسلاوی تاجیکستان و روسیه مؤسسهٔ آموزش عالی بین‌دولتی فدراسیون روسیه و جمهوری تاجیکستان می‌باشد. این دانشگاه در ۵ آوریل ۱۹۹۶ میلادی بر پایهٔ پیمان دوستی و همکاری روسیه و تاجیکستان تشکیل شده است.

## ساختار دانشگاه
دانشکده‌های این دانشگاه بدین شرح اند:
- دانشکدهٔ اقتصادی
- دانشکدهٔ فیلولوگی (زبان‌شناسی تاریخی)
- دانشکدهٔ تاریخ و مناسبت‌های بین‌الخلقی (روابط بین‌الملل)
- دانشکدهٔ حقوق‌شناسی (حقوق)